# 克拉科夫縣

50°3′41″N 19°56′18″E / 50.06139°N 19.93833°E
克拉科夫縣（波蘭語：Powiat krakowski），是波蘭的縣份，位於該國東南部，由小波蘭省負責管轄，首府設於克拉科夫，面積1,230平方公里，2006年人口244,970，人口密度每平方公里200人。